# 白斑翅雪雀

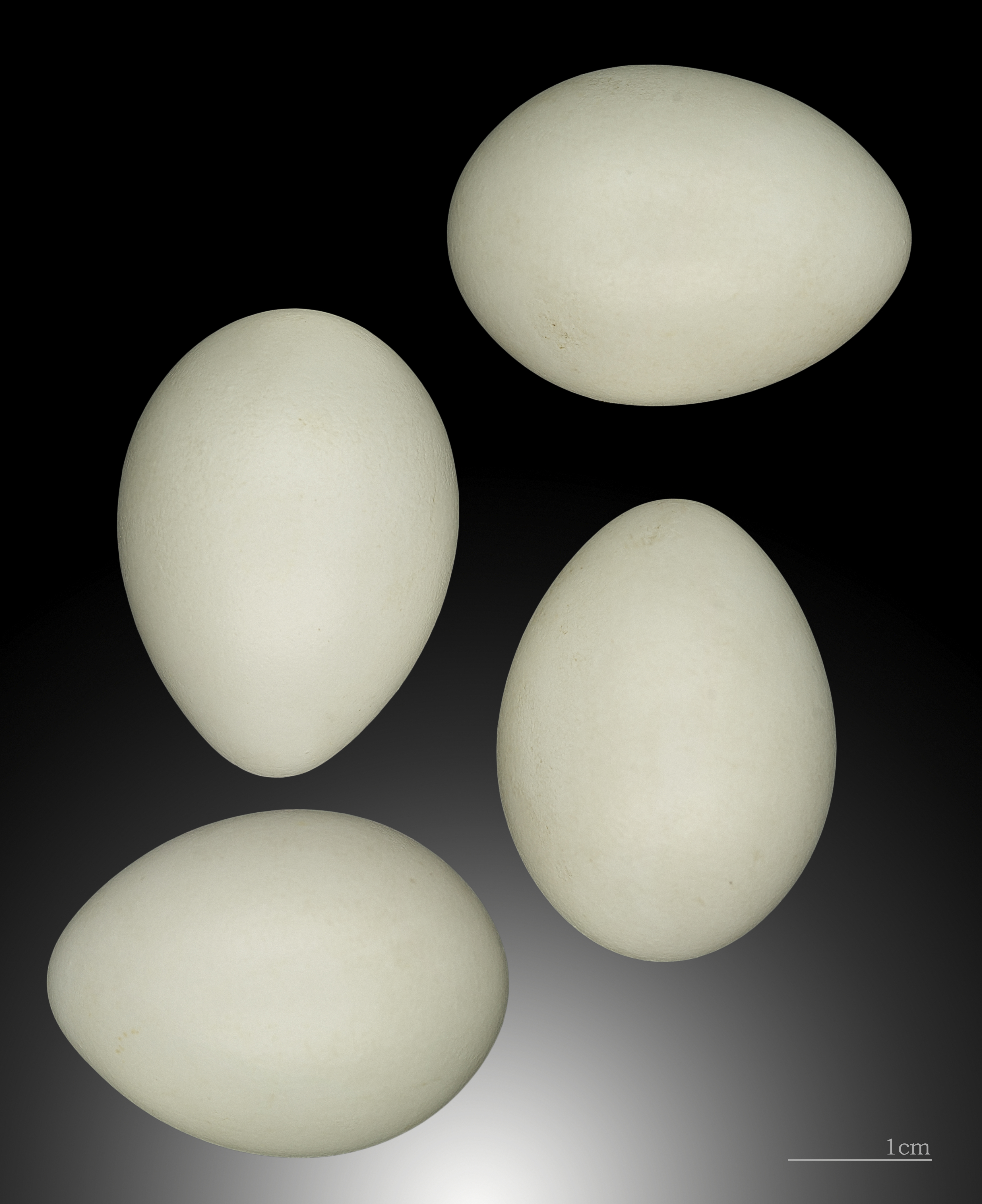
Montifringilla nivalis

白斑翅雪雀（学名：Montifringilla nivalis）为雀科雪雀属的鸟类。

## 分類

### 亚种
本物種現時已確認的亞種有以下七種：
- 白斑翅雪雀指名亚种（学名： (Linnaeus, 1766)：分佈於歐洲南部
- 白斑翅雪雀新疆亚种（学名： (Pallas, 1811)）。分布于克什米尔、阿富汗、伊朗北部、土耳其、俄罗斯的高加索地區、蒙古以及中国大陆的新疆等地。该物种的模式产地在？。[5]
- M. n. gaddi Zarudny & Loudon, 1904 – southwest Iran
- M. n. groumgrzimaili Zarudny & Loudon, 1904：分佈於中國大陸西北部到蒙古國中部。
- 白斑翅雪雀青海亚种（学名：Montifringilla nivalis henrici），又名西藏白斑翅雪雀。現時普遍視為一獨立物種。在中国大陆，分布于西藏、青海等地。该物种的模式产地在西藏高原。[6]
- 白斑翅雪雀昆仑亚种（学名： Bianchi, 1908）。在中国大陆，分布于新疆、西藏北部等地。该物种的模式产地在昆仑山西部。[7]
- M. n. leucura Bonaparte, 1855 – south and east Turkey
- 白斑翅雪雀天山亚种（学名： Keve-Kleiner, 1943：分佈於哈萨克斯坦東部及塔吉克斯坦北部。

## 形態描述
白斑翅雪雀是體長達16.5—19（6.5—7.5英寸）的大型雪雀。牠有棕色的上部、白色的下部和灰色的頭部。牠有一個狹長的白色翼板。夏天，其直喙是黑色的，還有黑色圍兜。 圍兜會在冬天脫落，其喙的顏色亦會變黃。雄鳥和雌鳥在外型上差別很小。

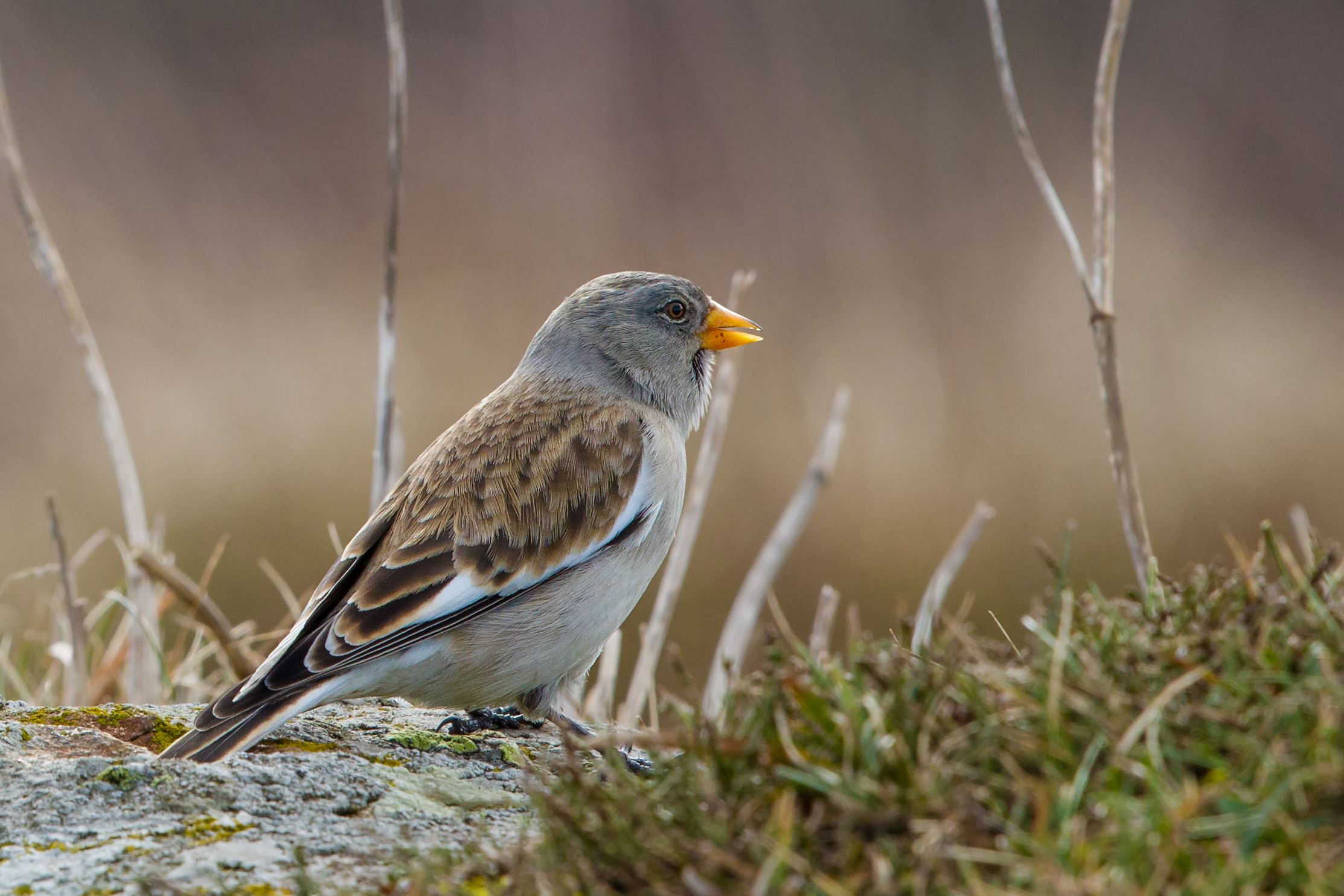
12月時法国塔恩省已進入冬季，當地的白斑翅雪雀的喙已變成橙色。

飛行時，牠們顯示出其有巨大白色翼板的黑色翅膀、以及有白色邊緣黑色尾巴。這種鳥有一首喋喋不休的歌曲，有很多顫音，還有各種各樣的滾動或吱吱聲。

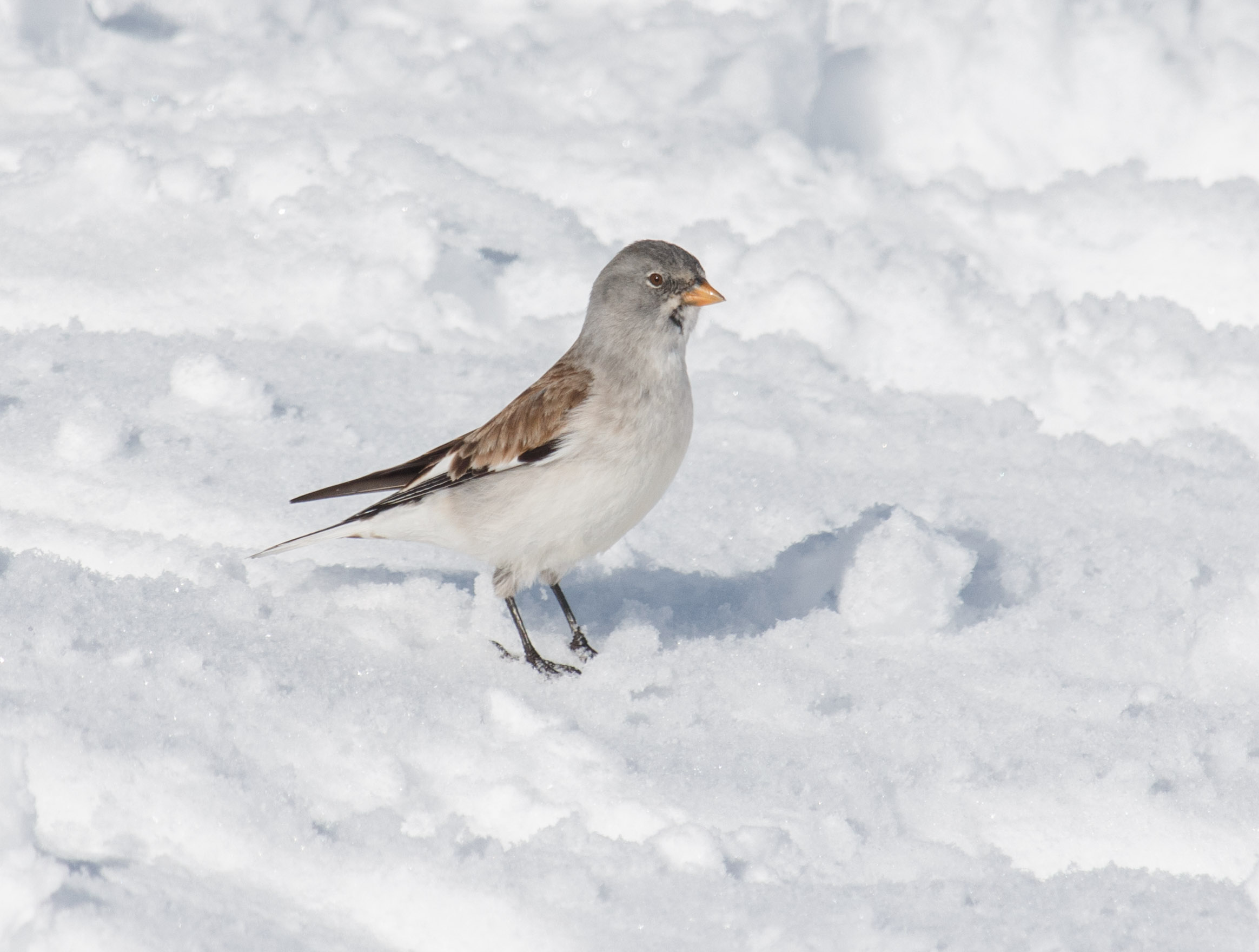
冬季時法国境內阿爾卑斯山北部地區的白斑翅雪雀

## 分佈與棲息地
本物種是一種留鳥，棲息於光禿的山上，一般位於1,500（4,900英尺）。主要栖息于海拔2500-4500m 的高山草原、草甸草原及高山居民点附近、筑巢于石缝深处以及悬崖边及其他动物筑成的洞穴内。分佈於欧洲南部的比利牛斯山、阿尔卑斯山、科西嘉岛及巴尔干半岛，亚洲中西部的伊朗、阿富汗、俄罗斯、蒙古以及中国大陆西部的新疆、青海、西藏等地。该物种的模式产地在瑞士。。 It nests in crevices or 啮齿目 burrows, laying 3–4 卵.

## 習性

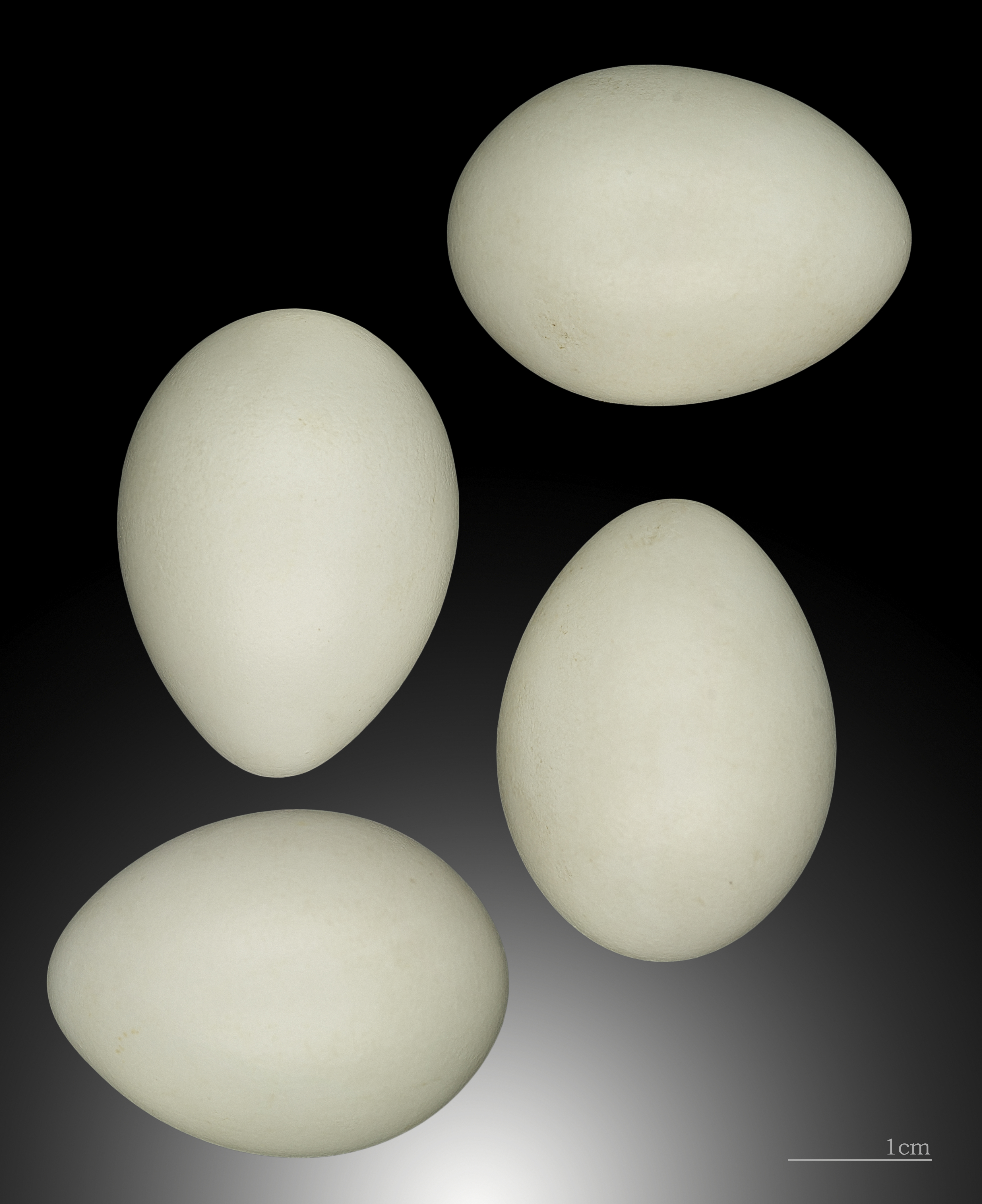
圖盧茲博物館收藏的白斑翅雪雀鳥蛋

本物種主要以種子為食，偶爾亦會吃昆虫。不害怕人類，曾被觀察到會在滑雪場四周覓食。
It is hardy, and rarely descends below 1,000（3,300英尺） even in hard winter weather.

## 外部連結
- 維基物種上的相關：白斑翅雪雀
- Photos at Oiseaux （页面存档备份，存于）